# 109. (aberdeenshirský) pěší pluk
109. (aberdeenshirský) pěší pluk (anglicky 109th (Aberdeenshire) Regiment of Foot) byl pěší pluk britské armády v letech 1794 až 1795 zřízený Alexanderem Leithem Hayem pro nasazení ve francouzských revolučních válkách. Pluk byl krátce umístěn na ostrově Jersey a poté v Anglii rozpuštěn a jeho muži posílili 53. (shropshirský) pěší pluk. Rozpuštění bylo kontroverzní, neboť Hay byl přesvědčen, že porušilo záruky dané mu v průvodním listu k sestavení pluku.

## Zřízení pluku
109. pěší pluk byl jedním z 58 pluků vytvořených v letech 1793 až 1795 jako součást verbovacího úsilí za francouzských revolučních válek. Většina těchto pluků zažila krátkou a klidnou službu, neboť v roce 1795 bylo rozhodnuto zredukovat všechny pluky s pořadovým číslem nad 100 a převést jejich muže do již delší dobu existujících pluků.
Zřízení pluku bylo 19. listopadu 1793 navrženo Výboru Dolní sněmovny pro zásobování generálmajorem Richardem FitzPatrickem jménem Alexandera Haye. Hay byl vojákem pravidelné armády, který byl po svém narození jmenován poručíkem a povýšen na kapitána 7. dragounského pluku ve věku 10 let, a také známým statkářem v Aberdeenshiru. Dne 8. března 1794 napsal Hay dopis siru Georgi Yongeu, 5. baronetovi, britskému ministrovi války, ve kterém mu připomněl svou nabídku na naverbování vojáků pro boj ve francouzských revolučních válkách. Průvodní list pro vytvoření pluku mu byl udělen 2. dubna téhož roku.
Pluk samotný byl založen 17. května 1794 v Aberdeenshiru a zpočátku byl znám jako Hayův či Aberdeenshireský pluk. Hay měl novým rekrutům nabízet mezi 20 a 25 guinejemi a také jim vydával písemný příslib, že nebudou odvedeni k jinému pluku.